# Rezerwat przyrody Ustnik
Rezerwat przyrody Ustnik – rezerwat faunistyczny położony w województwie warmińsko-mazurskim, w gminie Jeziorany.
Został powołany zarządzeniem Ministra Ochrony Środowiska, Zasobów Naturalnych i Leśnictwa z 9 października 1991 roku. Zajmuje powierzchnię 31,47 ha (akt powołujący podawał 32,50 ha).
Ochroną objęto miejsca lęgowe i obszary wypoczynku rzadkich i zagrożonych wyginięciem ptaków wodno-błotnych.